# Узочукву, Изунна
Изунна Арнест Узочукву (англ. Izunna Arnest Uzochukwu; 11 апреля 1990) — нигерийский футболист, опорный полузащитник.

## Клубная карьера

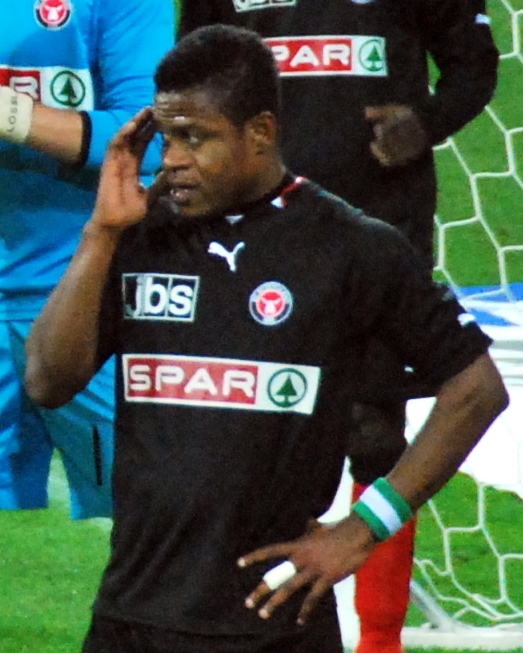
Узочукву в составе «Мидтьюлланна»

Узочукву начал карьеру на родине в клубе «Эбедей». Спустя полгода он был замечен скаутами и приглашён в академию датского «Мидтьюлланна». 14 мая 2008 года в матче против «Ольборга» Изунна дебютировал в датской Суперлиге. 16 мая 2010 года в поединке против «Силькеборга» он забил свой первый гол за «Мидьюлланн». Узочукву дважды помогал команду выходить в финал Кубка Дании. По итогам двух сезонов (2013/14 и 2014/15) Узочукву признавался лучшим опорным полузащитником чемпионата Дании.
8 июля 2015 подписал трёхлетний контракт с пермским «Амкаром». 26 июля в матче против казанского «Рубина» Изунна дебютировал в РФПЛ.
В начале 2016 года Узочукву вернулся в Данию, подписав соглашение с «Оденсе». 26 февраля в матче против «Орхуса» он дебютировал за новую команду.

## Международная карьера
5 сентября 2015 года в товарищеском матче против сборной Танзании Изунна дебютировал за сборную Нигерии.